# Стульневский сельский совет (Черниговский район)
Стульневский сельский совет (укр. Стульневська сільська рада) — входит в состав
Черниговского района
Запорожской области
Украины.
Административный центр сельского совета находится в 
с. Стульнево.

## История
- 1974 — дата образования.

## Населённые пункты совета
- с. Стульнево
- с. Каменка
- пос. Стульнево